# 花叶对叶兰
花叶对叶兰（学名：Neottia puberula var. maculata）为兰科鸟巢兰属下的一个变种。